# Zabid
Zabid, o Zebid, es una ciudad del oeste de Yemen, situada en la Gobernación de Al Hudayda, en el sur de la península árabe. Fue bautizada en honor de Wadi Zabid. Es una de las ciudades más antiguas de Yemen, del que fue capital entre los siglos XIII y XV. Su universidad era entonces prestigiosa. Fue una importante etapa en el comercio entre África Oriental y Asia.
En razón de su valor excepcional en el plano arqueológico e histórico, fue inscrita en la lista del Patrimonio de la Humanidad de la Unesco en 1993. En el año 2000, para facilitar su preservación, el Gobierno de Yemen pidió a la Unesco su inclusión en la lista de Patrimonio de la Humanidad en peligro a consecuencia de que la ciudad en general carece de estrategia alguna de conservación y rehabilitación.